# 萨赫勒

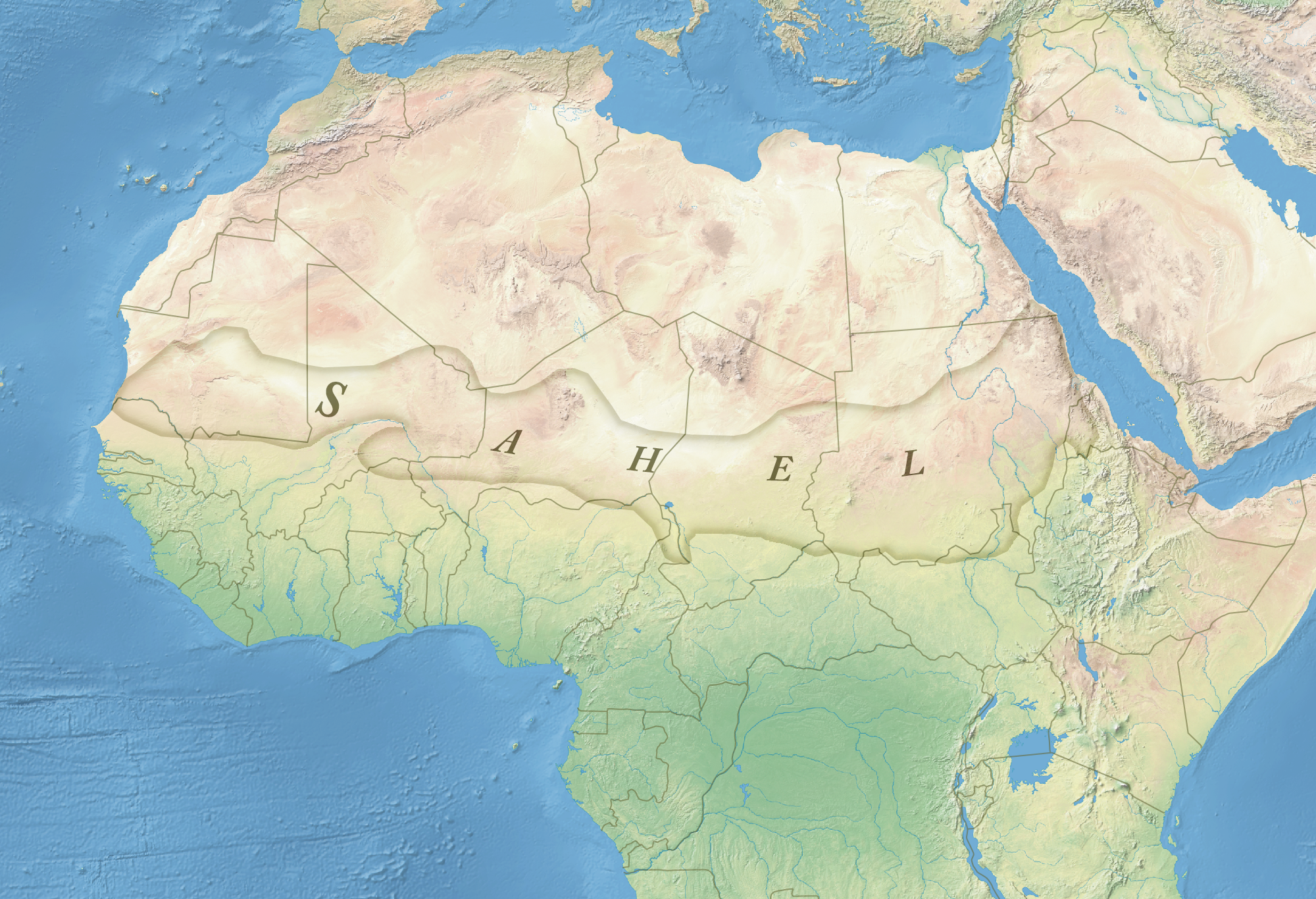
萨赫勒在非洲的位置（狹義範圍），可見其橫跨撒哈拉南緣，直達兩端的大西洋與紅海

萨赫勒（阿拉伯语：‎；英語、法語：Sahel，意为“（撒哈拉的）海岸”）是非洲北部撒哈拉沙漠和中部苏丹草原地区之间的一条總长超过5,400公里、最寬可達1,000公里的地带，从非洲以西的大西洋伸延到东部的衣索比亞高原，横跨塞内加尔、毛里塔尼亚、马里、布基纳法索、阿爾及利亞南端、尼日尔、尼日利亚、乍得、苏丹共和国、南蘇丹、厄立特里亚、喀麥隆、中非共和國北端與衣索比亞北端等至少14个国家。一說萨赫勒亦包含埃塞俄比亞中南部和索馬里境內，甚至是肯亞的大部分地區。有人说这里是班图人发源地。
萨赫勒是半干旱的草原地区，具有从典型的热带草原向撒哈拉沙漠过渡的地理特点，年降水量約為100至600毫米，居民多從事农牧業。

## 地理
萨赫勒地带西起大西洋，东抵红海，自塞内加尔北部和毛里塔尼亚南部、东经马里中部、布基纳法索北部、尼日尔南部，直到乍得中部。该地带的地形为波状起伏的高原，气候干热，年平均气温约27℃左右，年降水量不多於250毫米，干湿季变化明显。
萨赫勒地带植被种类少，多为低矮小叶、硬叶有刺灌木和稀疏草丛，多呈半荒漠景象。河谷地带有少量棕榈和金合欢树。土壤为沙质土、红棕壤和石质土。畜牧业以骆驼、牛、山羊、绵羊等为主。随着气候变化和人类的活动，这里已成为黄沙漫漫的不毛之地，萨赫勒地带亦沦落为世界上最贫瘠的地区。在1985年和1986年，萨赫勒地区有100多万人死于饥饿和疾病。

### 资源
萨赫勒荒寂的土地下面蕴藏着丰富的资源。石油储量为99亿吨，天然气储量达5万亿立方米，铁、锰、铜、铅、钛、铀、金刚石、白金、锡等储量也十分丰富。

### 生物
萨赫勒地带主要是草原、疏林草原、灌木和林地等。在萨赫勒地区的北部，荒漠灌木草原和稀树草原交替。
萨赫勒地区的哺乳动物，包括彎角劍羚、蒼羚、小鹿瞪羚和红瞪羚，以及与大型食肉动物，如非洲野狗，猎豹，狮子。较大的品种已在数量上大大减少。过度的捕猎和牲畜的竞争，使得多种物种濒危灭绝。
萨赫勒地区季节性湿地是候鸟在非洲和欧亚飞行的重要路线。

### 人文
该地带主要是干草原植被，植物稀少，以草本为主，群落结构简单。在传统上，这里基本上是牧区，以富拉尼人和图阿雷格人为主的民族祖祖辈辈在此进行牛羊游牧活动。

### 沙漠化
萨赫勒地区是超过6000万人的家园，并且已经成为了“干旱”的代名词，仅在过去100年间，这一地区就经历了3 次毁灭性的干旱。第一次从1910年持续到1916年；第二次从1941到1945年；1968-1973年期间，这个地带发生了严重的气候干旱，雨量大幅度减少。大旱触发了严重的荒漠化，大片牧场植被遭受破坏，原来被植被固定的沙丘普遍活动，形成地表风蚀斑块或流动沙丘。
西非萨赫勒地带200万牧民的牲畜损失一半左右，农业基本没有收成。农牧业的严重破坏使广大的牧民和农民大量流入城市或逃到南方难民营。由于荒漠化和饥荒，估计这一时期至少饿死10-25万人。

## 恐怖组织
2009年以来，自称为“伊斯兰马格里布基地组织”的武装分子在这一地区比较活跃。该组织频繁绑架西方公民，对多国部队发动袭击，对萨赫勒地区的安全形势形成严重威胁。
2011年5月，阿尔及利亚、毛里塔尼亚、马里、尼日尔等萨赫勒地区四国在马里首都巴马科召开部长级会议，讨论协调打击“伊斯兰马格里布基地组织”的恐怖主义活动和跨区域犯罪。阿尔及利亚内政和地方政府部长卡布利亚表示，活跃在非洲萨赫勒地区的恐怖组织正在通过贩毒和其他有组织犯罪活动扩充实力，对地区安全形势构成威胁。马里外交和国际合作部长苏梅卢·布贝耶·马伊加表示萨赫勒地区的恐怖主义威胁为前所未有。未来18个月，将集中训练2.5万到7.5万人的部队，以有效打击恐怖主义和有组织犯罪。
2014年12月，布基纳法索、乍得、马里、毛里塔尼亚和尼日尔成立了萨赫勒五国集团，决心联合应对恐怖组织和跨国有组织犯罪。法国亦于2014年8月展开“新月形沙丘”行动，与五国形成萨赫勒联盟，共同应对恐怖主义。

## 粮食危机
萨赫勒地区的国家虽已摆脱殖民统治，但仍延续着殖民时期的单一经济模式。在这种经济模式下，农业虽然是国家经济命脉，60%以上人口从事农业生产，但国家对农业投入较少，农业基础设施缺乏，教育水平低，生产手段落后，机械化和水利化水平偏低。目前（截至2012年3月），萨赫勒地区的农业产量普遍较低，单位面积产量还不足世界平均水平的一半，除了玉米勉强能够自给以外，85%以上的大米和45%的面粉长期依赖进口。
作为半干旱草原地区，萨赫勒地区生态环境恶劣，土地大面积沙化。特别是近年来，一些西方国家大片圈租土地，种植经济作物或开发生态技术能源，导致原本不多的可耕地越来越少。与此同时，当地人口却在激增，人口与可耕地的比重日益失衡。再加上政局不稳、大范围传染病频发等因素，使得本来就靠天吃饭的萨赫勒地区变得愈加被动。

## 国际援助
2011年12月，联合国宣布向国际社会筹款7.24亿美元用于向撒赫勒地区提供人道主义援助。
2012年4月10日，联合国儿童基金会、联合国难民事务高级专员公署、世界卫生组织和世界粮食计划署在日内瓦召开联合新闻发布会，呼吁捐助国尽快采取行动，为遭受多重危机的非洲萨赫勒地区提供更多援助。
2012年6月19日，联合国及其人道主义合作伙伴在日内瓦发表声明，将今年内向非洲萨赫勒地区提供的援助总额调高到16亿美元。联合国机构预测，2012年萨赫勒地区约有100万名5岁以下儿童患严重的急性营养不良，另有300万人有患中度营养不良的风险。`
纽约时间2012年12月10日上午，联合国安理会以非洲和平与安全为题举行部长级会议，重点围绕萨赫勒地区局势展开讨论。潘基文秘书长在会上发言指出，目前萨赫勒地区共有约1870万人口受粮食不安全影响，超过100万5岁以下儿童面临罹患严重营养不良的风险，萨赫勒地区的国家和人民需要安理会及国际社会的全力支持。

## 延伸阅读
- 撒哈拉以南非洲
- 非洲綠色長城